# Daniel Jones (fonetyk)
Daniel Jones (ur. 12 września 1881 w Londynie, zm. 4 grudnia 1967 w Gerrards Cross w hrabstwie Buckinghamshire) – brytyjski językoznawca specjalizujący się w fonetyce. Opracował m.in. system samogłosek kardynalnych.

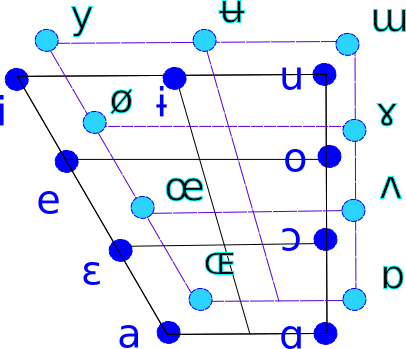
Diagram samogłoskowy Jonesa

Absolwent King’s College na Uniwersytecie Cambridge, gdzie skończył z wyróżnieniem studia matematyczne , następnie w latach 1905–1906 studiował fonetykę w Paryżu. W 1912 r. założył wydział fonetyki na University College London. Jego pierwsze dzieła dotyczyły angielskiej fonetyki i intonacji. Opracował również słownik wymowy dla języka angielskiego. Jego pionierskie prace były przełomowe w dziedzinie nieeuropejskich języków tonicznych.
W 1917 r. wystąpił ze swoją koncepcją fonemu. Jego ujęcie było oparte na podobieństwach fonetycznych dźwięków, a nie cechach fonologicznych (dystynktywnych). W tym samym roku opracował koncepcję samogłosek kardynalnych, tworzących diagram samogłoskowy używany po dziś dzień przy opisie samogłosek. Celem było opracowanie metody nauczania fonetyki w oderwaniu od konkretnego języka. Jones przyjął system wyidealizowanych samogłosek, oparty na położeniu języka przy artykulacji skrajnych samogłosek. System ten przyjął się i z nielicznymi modyfikacjami jest używany do dziś. Jest on również twórcą pojęcia i podstawowych zasad Received Pronunciation, który to standard jest używany w metodyce nauczania języka angielskiego jako nieojczystego. Jones zajmował się przede wszystkim fonetyką stosowaną.
Był członkiem Międzynarodowego Towarzystwa Fonetycznego od 1906 r. – w jego ramach zajmował się opracowaniem i promowaniem międzynarodowego alfabetu fonetycznego. Od 1921 do emerytury w 1949 r. prowadził wydział fonetyki UCL.